# Klubbstarr
Klubbstarr (Carex buxbaumii) är ett flerårigt halvgräs inom släktet starrar. Den är en löst tuvad kraftig art med styva 20-80 cm höga stjälkar. Bladen som ofta når upp till det nedersta axets höjd är blågröna och 1-4 mm breda. I toppen har den ett fåtal ax av vilka de övre har hanblommor nederst vilket ger det utseendet som hos en klubba. Klubbstarr tillhör en i Norden liten grupp starrar som har hanblommor sittande under honblommorna i axen samt tre märken.
 
I Norden finns två underarter: ssp. buxbaumii (klubbstarr) samt ssp. mutica (fjällklubbstarr). Den senare är mer knuten till fjällområdena och skiljs ut från ssp. buxbaumii genom sina mindre ax, avsaknad av lång udd på axfjällen som gör dem kortare än fruktgömmena samt stödblad som är kortare än axsamlingen.

## Förväxlingsarter
Klubbstarr är en lätt igenkänd starr och den enda tänkbara förväxlingsrisken är den närstående hartmanstarren (C. hartmannii). Den senare är en sydlig art som har mer cylinderformade, ej klubbformade, ax samt en vekare stjälk som gör att axsamlingen nickar något.

## Växtplats och ekologi
Arten föredrar fuktig-blöt gärna näringsrik och alltid kalkhaltig mark. Man finner den ofta vid stränder, i rikare myrar och rikkärr samt underarten ssp. mutica även på örtrika fjällhedar.

## Utbredning
Arten finns spridd i hela Norden utom Island och Färöarna men är vanligast i de norra delarna. I södra Sverige och Danmark är arten mycket sällsynt och ofta knuten till exklusiva rikkärr. Världsutbredningen är nordligt cirkumpolär.